# Gimnastyka artystyczna na Letniej Uniwersjadzie 2011
Gimnastyka artystyczna na Letniej Uniwersjadzie 2011 została rozegrana w dniach 20 - 22 sierpnia 2011. Do rozdania było 8 kompletów medali. Areną zmagań zawodniczek była Bao’an District Gym.

## Tabela medalowa
| Klasyfikacja medalowa |             |       |        |      |       |
| Pozycja               | Państwo     | Złoto | Srebro | Brąz | Razem |
| 1                     | Rosja       | 5     | 6      | 0    | 11    |
| 2                     | Chiny       | 3     | 0      | 1    | 4     |
| 3                     | Ukraina     | 0     | 1      | 1    | 2     |
| 4                     | Azerbejdżan | 0     | 1      | 0    | 1     |
| 5                     | Białoruś    | 0     | 0      | 3    | 3     |
| 5                     | Japonia     | 0     | 0      | 3    | 3     |
| Razem                 | Razem       | 8     | 8      | 8    | 24    |

## Medalistki
| Konkurencja:           | Złoto:                                                                    | Srebro: | Brąz: |
| Wielobój indywidualnie | Jewgienija Kanajewa                                                       | Daria Dmitriewa | Liubou Charkashyna                                                                                       |
| Ćwiczenia z piłką      | Jewgienija Kanajewa                                                       | Daria Dmitriewa | Liubou Charkashyna                                                                                       |
| Ćwiczenia z obręczą    | Jewgienija Kanajewa                                                       | Alina Maksymienko | Deng Senyue                                                                                              |
| Ćwiczenia z wstążką    | Daria Dmitriewa                                                           | Jewgienija Kanajewa | Liubou Charkashyna                                                                                       |
| Ćwiczenia ze skakanką  | Jewgienija Kanajewa                                                       | Alija Garajewa | Alina Maksymienko                                                                                        |
| Zespoły (5+3+2)        | Chiny Liu Shu · Ma Qianhui · Wang Xue · Wang Yuting · Wu Mengran · Zou Li | Rosja Aleksandra Jeliutina · Margarita Gonczarowa · Julia Gurianowa · Daria Kuwszinowa · Anna Łoman · Aleksandra Makarowa | Japonia Yurie Akashi · Saori Inagaki · Motoi Kasahara · Yurika Kurimoto · Kaho Okamoto · Kasumi Kasihama |
| Zespoły (3+2)          | Chiny Liu Shu · Ma Qianhui · Wang Xue · Wang Yuting · Wu Mengran · Zou Li | Rosja Aleksandra Jeliutina · Margarita Gonczarowa · Julia Gurianowa · Daria Kuwszinowa · Anna Łoman · Aleksandra Makarowa | Japonia Yurie Akashi · Saori Inagaki · Motoi Kasahara · Yurika Kurimoto · Kaho Okamoto · Kasumi Kasihama |
| Zespoły (5)            | Chiny Liu Shu · Ma Qianhui · Wang Xue · Wang Yuting · Wu Mengran · Zou Li | Rosja Aleksandra Jeliutina · Margarita Gonczarowa · Julia Gurianowa · Daria Kuwszinowa · Anna Łoman · Aleksandra Makarowa | Japonia Yurie Akashi · Saori Inagaki · Motoi Kasahara · Yurika Kurimoto · Kaho Okamoto · Kasumi Kasihama |